# Gyaritus aurescens
Gyaritus aurescens är en skalbaggsart som beskrevs av Stefan von Breuning 1940. Gyaritus aurescens ingår i släktet Gyaritus och familjen långhorningar. Inga underarter finns listade i Catalogue of Life.